# Ophidian Wheel
Ophidian Wheel treći je studijski album grčkog simfonijskog death metal-sastava Septic Flesh. Diskografska kuća Holy Records objavila ga je 7. travnja 1997.

## Popis pjesama
Tekstovi: Sotiris. 
| 1.    | »The Future Belongs to the Brave«  | Sotiris         | 6:12 |
| 2.    | »The Ophidian Wheel«               | Sotiris         | 5:20 |
| 3.    | »Phallic Litanies«                 | Sotiris         | 5:55 |
| 4.    | »Razor Blades of Guilt«            | Spiros          | 5:02 |
| 5.    | »Tartarus« (instrumental)          | Chris           | 3:36 |
| 6.    | »On the Topmost Step of the Earth« | Sotiris, Spiros | 6:42 |
| 7.    | »Microcosmos« (instrumental)       | Chris           | 1:35 |
| 8.    | »Geometry in Static«               | Sotiris         | 5:25 |
| 9.    | »Shamanic Rite«                    | Sotiris         | 5:16 |
| 10.   | »Heaven Below«                     | Sotiris         | 5:44 |
| 11.   | »Enchantment« (instrumental)       | Chris           | 0:50 |
| 51:37 |                                    |                 |      |

## Zasluge
Septic Flesh
- Spiros – bas-gitara, vokali, naslovnica
- Sotiris – gitara, vokali, klavijature
- Chris – gitara, klavijature

Dodatni glazbenici
- Natalie Rassoulis – vokali (sopran)

Ostalo osoblje
- Lambros Sfiris – produkcija, tonska obrada
- Tsiappas – fotografija